# 霍氏羽唇鱂
霍氏羽唇鱂，為輻鰭魚綱鯉齒目鰕鱂亞目溪鱂科的其中一種，為熱帶淡水魚，分布於南美洲委內瑞拉奧里諾科河流域，體長可達10公分，棲息在有遮蔽的水塘，生活習性不明。

## 擴展閱讀
維基物種上的相關：霍氏羽唇鱂